# Joven y alocada
Joven y alocada é um filme de drama chileno de 2012 dirigido e escrito por Marialy Rivas. Estrelado por Alicia Rodríguez e María Gracia Omegna, segue a história de Daniela, uma garota bissexual que relata suas experiências em um blog.

## Elenco
- Alicia Rodríguez - Daniela Ramírez
- Felipe Pinto - Tomás
- María Gracia Omegna - Antonia
- Aline Kuppenheim - Teresa
- Alejandro Goic - Raimundo Ramírez
- Ingrid Isensee - Isabel
- Pablo Krögh - Josué
- Andrea García-Huidobro - Julia Ramírez
- Hernán Lacalle - Pastor Simón Ramírez
- Camila Hirane - Bárbara "Barbage"
- Tomás de Pablo - Cristóbal Ramírez
- Moira Miller - Patricia
- Luis Gnecco - Entrevistado
- Catalina Saavedra - Mulher convertida
- Javiera Mena - Ela mesma
- Jesus Briceño - Pastor da televisão
- Jorge Arecheta - Universitário
- María Catalina Jorquera - Valentina